# Beilschmiedia paulocordata
Beilschmiedia paulocordata là loài thực vật có hoa trong họ Nguyệt quế. Loài này được Fouilloy & N.Hallé miêu tả khoa học đầu tiên năm 1963.